# Parit Lalang
Parit Lalang is een bestuurslaag in het regentschap Pangkal Pinang van de provincie Bangka-Belitung, Indonesië. Parit Lalang telt 6080 inwoners (volkstelling 2010).